# Jüdische Gemeinde Messelhausen
Die jüdische Gemeinde in Messelhausen, einem Stadtteil von Lauda-Königshofen im Main-Tauber-Kreis in Baden-Württemberg, entstand im 18. Jahrhundert und existierte bis zur Zeit des Nationalsozialismus.

## Geschichte

### Historische Entwicklung der jüdischen Gemeinde
In Messelhausen bestand eine jüdische Gemeinde von der Zeit des 18. Jahrhunderts bis 1931. 1783 bis 1788 wurden erstmals jüdische Familien am Ort genannt. Die jüdische Gemeinde Messelhausen besaß die Synagoge Messelhausen, eine Religionsschule und ein rituelles Bad. 1890 wurde als Filiale zu Messelshausen die jüdische Gemeinde Grünsfeld genannt. Die Toten der jüdischen Gemeinde wurden in Allersheim bestattet. 1827 wurde die jüdische Gemeinde Messelhausen dem Bezirksrabbinat Wertheim zugeordnet. 1931, als nur noch zwei jüdische Familien am Ort lebten, kam es zur Auflösung der jüdischen Gemeinde Messelhausen. 1933, zu Beginn der nationalsozialistischen Herrschaft, gab es noch sechs jüdische Einwohner. Nach zunehmenden Entrechtung und verstärkten Repressalien sowie der Auswirkungen des angeordneten wirtschaftlichen Boykott jüdischer Geschäfte wanderte eine Familie in die USA aus. Im Oktober 1940 wurden die letzten drei jüdischen Einwohner aus Messelhausen ins KZ Gurs deportiert.

### Opfer des Holocaust
Von den jüdischen Personen, die in Messelhausen geboren wurden oder längere Zeit im Ort wohnten, kamen in der Zeit des Nationalsozialismus die folgenden Personen nachweislich ums Leben. Lina Ehrlich geb. Stein (1888), Emma Fleischhacker geb. Wildberg (1882), Fanny Furchheimer geb. Luck (1861), Lina Gundelfinger geb. Stein (1863), Lina Rapp geb. Stein (1894), Helene Reis geb. Stein (1866), Johanna Rosenstein geb. Stein (1874), Ida Sinsheimer geb. Stein (1876), Abraham Stein (1863), Albert Stein (1868), Heinrich Stein (1905), Hermine Stein geb. Wildberg (1874), Lazarus Stein (1866), Max Stein (1865), Nathan Stein (1870), Wilhelm Stein (1872), Leopold Stern (1860) und Nanette Stern geb. Stein (1876).